# Les Enquêtes du département V : Promesse
Série
Les Enquêtes du département V : Effet Marco
(2021)
Pour plus de détails, voir Fiche technique et Distribution.
Les Enquêtes du département V : Promesse (Den grænseløse) est un film multinational réalisé par Ole Christian Madsen et sorti en 2024. Il s'agit d'une adaptation du roman du même nom publié en 2014, sixième opus de la série de romans de l'auteur danois Jussi Adler-Olsen.
Il est présenté hors compétition au festival Reims Polar 2024.

## Synopsis
Sollicité par un ancien collègue nommé Christian Habersaat, le détective Carl Mørck envoie sa jeune collaboratrice Rose sur l'île danoise de Bornholm. Carl et son « Département V » sont chargés d'élucider une affaire non classée : le meurtre d'une jeune fille retrouvée morte sur une branche d'arbre. Fraîchement fiancé, Carl rejoint ensuite Rose, avec son coéquipier d'origine syrienne, Assad. Ils vont tous les trois tenter de résoudre ce meurtre, avec l'aide de la police locale. Sur cette île que Carl a bien connu autrefois, se trouve par ailleurs une communauté d’adorateurs du soleil.

## Fiche technique
Sauf indication contraire, les informations mentionnées dans cette section peuvent être confirmées par la base de données cinématographiques IMDb,  présente dans la section « Liens externes ».
- Titre original : Den grænseløse
- Titre français : Les Enquêtes du département V : Promesse
- Titre international : Boundless
- Réalisation : Ole Christian Madsen
- Scénario : Jakob Weis, d'après le roman Promesse (Den grænseløse) de Jussi Adler-Olsen
- Musique : Jonas Struck et Lasse Ziegler
- Photographie : Jørgen Johansson
- Montage : Nicolaj Monberg et Frederik Strunk
- Production : Malene Blenkov et Mikael C. Rieks
- Sociétés de production : Nordisk Film et Hyæne Film ; coproduit par Nadcon Film et ZDF ; en association avec Münchhausen Productions ; avec le soutien du Det Danske Filminstitut, Investment and Development Agency of Latvia, Eesti Filmi Sihtasutus, Riga Film Fund, TV 2 Danmark et TV 2 Norge
- Sociétés de distribution : Nordisk Film (Danemark), Canal+ / Wild Bunch (France)
- Pays de production :  Danemark,  Allemagne,  Estonie,  Suède
- Langues originales : danois
- Format : couleur - 2.35:1
- Genre : thriller, policier
- Durée : 121 minutes
- Dates de sortie[1] :
  - Danemark : 20 janvier 2024 (avant-première)
  - Danemark : 1er février 2024
  - France : 11 avril 2024 (festival Reims Polar - hors compétition)
  - France : 30 décembre 2024 (diffusion Canal+)
  - Allemagne : 30 janvier 2024 (en DVD)

## Distribution
- Ulrich Thomsen (VFB : Martin Spinhayer) : Carl Mørck
- Sofie Torp (VFB : Karin Clercq) : Rose
- Afshin Firouzi (da) (VFB : Benoît Grimmiaux) : Assad
- Hedda Stiernstedt (VFB : Julie Dieu) : Pirjo
- Joachim Fjelstrup (da) (VFB : Michelangelo Marchese) : Atu
- Rasmus Bjerg (da) (VFB : Ronald Beurms) : SVK
- Helle Fagralid (VFB : Stéphane Excoffier) : June Habersaat
- Marina Bouras : Marie Frandsen, la soeur de June
- Peter Mygind : Christian Habersaat
- Klavs Kristaps Kosins : Bjarke Habersaat
- Marie Boda : Alberte Schneider
- Marie-Louise Ottesen : Lola
- Ken Vedsegaard (da) (VFB : Jean-Marc Delhausse) : Pedel-Simon, le concierge de l'université
- Søren Malling (VFB : Franck Dacquin) : le commissaire Henrik Bak
- Rasmus Hammerich (da) (VFB : Stany Mannaert) : Søren Birkedal
- Mads Reuther (da) (VFB : Maxime Donnay) : Gordon
- Lisa Carlehed (da) : Mona

Source VF : carton du doublage français sur Canal+.[réf. nécessaire]

## Production
Le tournage a lieu en 2022 au Danemark, notamment sur l'île de Bornholm.

## Sortie et accueil
En France, le film est présenté en avril 2024 hors compétition au festival Reims Polar 2024. Il est ensuite diffusé sur Canal+ dès le 30 décembre 2024.

### SagaLes Enquêtes du département V
- 2013 : Les Enquêtes du département V : Miséricorde (Kvinden i buret) de Mikkel Nørgaard (da)
- 2014 : Les Enquêtes du département V : Profanation (Fasandræberne) de Mikkel Nørgaard
- 2016 : Les Enquêtes du département V : Délivrance (Flaskepost fra P) de Hans Petter Moland
- 2018 : Les Enquêtes du département V : Dossier 64 (Journal 64) de Christoffer Boe
- 2021 : Les Enquêtes du département V : Effet Marco (Marco effekten) de Martin Zandvliet
- 2024 : Les Enquêtes du département V : Promesse (Den grænseløse) d'Ole Christian Madsen